# 寄生曲霉
寄生曲霉（学名：Aspergillus parasiticus）是属于散囊菌目发菌科曲霉属的一种真菌，可生长在土壤、稻谷等基物上。该种分布于中国、美国、阿根廷、巴西、荷兰、印度、印度尼西亚、日本、约旦、波兰、斯里兰卡、土耳其、乌干达等地。
其种加词“Parasiticus”意为“附生的”、“寄生的”。

## 异名
- Aspergillus flavus subsp. parasiticus (Speare) Kurtzman, M.J.Smiley, Robnett & Wicklow
- Aspergillus parasiticus var. globosus Murak.
- Aspergillus toxicarius Murak.
- Petromyces parasiticus B.W.Horn, I.Carbone & Ram.-Prado